# Movimento de Luta nos Bairros, Vilas e Favelas

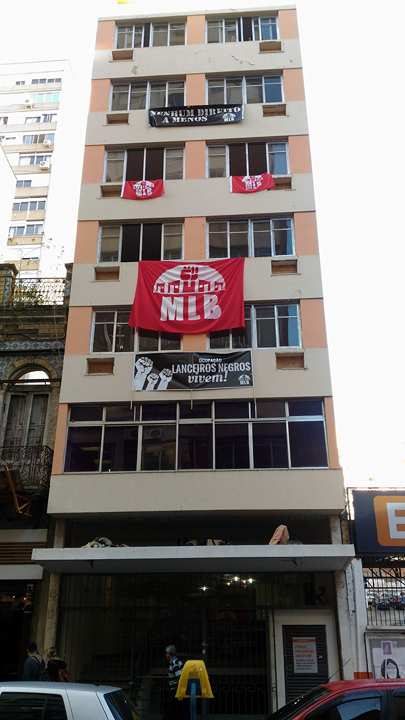
Ocupação Lanceiros Negros Vivem, em Porto Alegre, com bandeiras do MLB e da UP na fachada.

O Movimento de Luta nos Bairros, Vilas e Favelas (MLB) é um movimento social atuante no Brasil. O movimento surgiu em 1999, vinculado ao  Partido Comunista Revolucionário (PCR), de ocupações em Belo Horizonte e no Nordeste, e advoga pela reforma urbana. Além da relação com o PCR, o MLB também está ligado à Unidade Popular pelo Socialismo (UP). Sua principal forma de ação é realizando ocupações no espaço urbano, e conta com cerca de 6000 famílias em 17 unidades da federação. O movimento também possui relação com outros movimentos sociais, como o MST e a Central de Movimentos Populares (CMP).
Em dezembro de 2015, o MLB se manifestou contrário ao Impeachment de Dilma Rousseff e às medidas tomadas pelo então Ministro da Fazenda Joaquim Levy.
O MLB realiza, todos os anos, desde 2012, o "Natal Sem Fome e Sem Miséria", conquistando e distribuindo cestas básicas para abastecer mais de 50 mil famílias em situação de vulnerabilidade social, moradoras das periferias ou ocupações, nas 5 regiões do país.
Em  2022, Leonardo Péricles, militante do MLB e morador da Ocupação Eliana Silva, em Belo Horizonte, concorreu à presidência do Brasil pela UP, ficando em 8º lugar com 53.519 votos no 1º turno, apoiando o candidato vencedor Luiz Inácio Lula da Silva do Partido dos Trabalhadores (PT) no 2º turno.
Durante a pandemia do Covid, o MLB alega ter realizado mais de 20 ocupações no país.